# Tripanotiona
Tripanotiona (Mr = 721.86 g/mol) é uma forma não usual de glutationa contendo duas moléculas de glutationa conectadas por um espermidina (poliamina). É encontrada em protozoários parasitas como nas espécies dos gêneros Leishmania e Trypanosoma. Estes parasitas são os agentes etiológicos das leishmanioses, doença do sono e doença de Chagas. A tripanotiona foi descoberta por Alan Fairlamb. A sua estrutura foi comprovada por síntese química, e é exclusiva entre os Kinetoplastida, não sendo encontrada em outros protozoários. Uma vez que este tiol está ausente nos seres humanos e é essencial para a sobrevivência dos parasitas, as enzimas que sintetizam e utilizam esta molécula são alvos para o desenvolvimento de novos medicamentos para tratar essas doenças.